# Wiktor Woroszylski
Wiktor Woroszylski (Grodnó, 1927. június 8. – Varsó, 1996. szeptember 13.) lengyel költő, prózaíró, műfordító és filmkritikus.

## Életrajza
Grzegorz és Barbara szül. Grodzieńczyk fia. Asszimilált zsidó családba született (apja híres helyi orvos volt), hamis papírokkal túlélte a grodnói megszállást, egy asztalosműhelyben dolgozott. 1945-ben Łódźba került, kezdetben orvosi szakon, majd lengyel szakon kezdett tanulni a Łódźi Egyetemen (Uniwersytet Łódzki). Belépett a Lengyel Munkáspártba is, majd tagja volt az Egyesült Lengyel Munkáspártnak.
1947-ben Varsóba költözött. 1948 végétől 1951-ig Szczecinben élt, ahol első fia, Feliks született. 1955 után elmélkedő verseket, novellákat, vázlatokat, gyerekeknek és tinédzsereknek szóló műveket kezdett írni, irodalmi műveket kezdett fordítani oroszból.
Szerkesztője a "Głos Ludu", "Po Prostu", "Nowa Kultura" (főszerkesztő 1956-tól) és a "Zapis" folyóiratoknak. Zoscsenko, Majakovszkij, Szolzsenyicin, Brodszkij, Averincsev műveinek és leveleinek fordítója.
Az 1956-os magyar forradalom leverése után (amit budapesti tartózkodása során saját szemével is megfigyelt) szakított a kommunizmussal, (formálisan 1966-ig maradt a Lengyel Egyesült Munkáspártban). 1976 januárjában tiltakozó levelet írt alá a Lengyel Népköztársaság Szejmének Rendkívüli Bizottságához a Lengyel Népköztársaság alkotmányának módosítása ellen. Az 1970-es években a demokratikus ellenzékhez kötődő, a Munkásvédelmi Bizottság (Komitet Obrony Robotników) és a Társadalmi Önvédelmi „KOR” bizottság (Komitet Samoobrony Społecznej „KOR”) munkatársa, 1978 februárjától a Tudományos Tanfolyamok Társaságának (Towarzystwo Kursów Naukowych) tagja, majd oktatója. 1980. augusztus 23-án csatlakozott 64 tudós, író és újságíró kommunista hatóságokhoz intézett felhívásához (Apel 64 – a varsói értelmiségiek levele a Lengyel Népköztársaság hatóságaihoz), hogy 1980 augusztusában kezdjenek tárgyalásokat a sztrájkoló munkásokkal. A hadiállapot bevezetése után internálták.
1950-ben, július 22-e alkalmából (Lengyelország újjászületésének nemzeti ünnepe) Karol Świerczewskiről írt verséért III. Állami Díjjal jutalmazták.
Kitüntetésben részesült többek között: a Lengyelország Újjászületése érdemrend tisztikeresztje (1955) és a Lengyel Népköztársaság 10. évfordulójának alkalmából (1955).

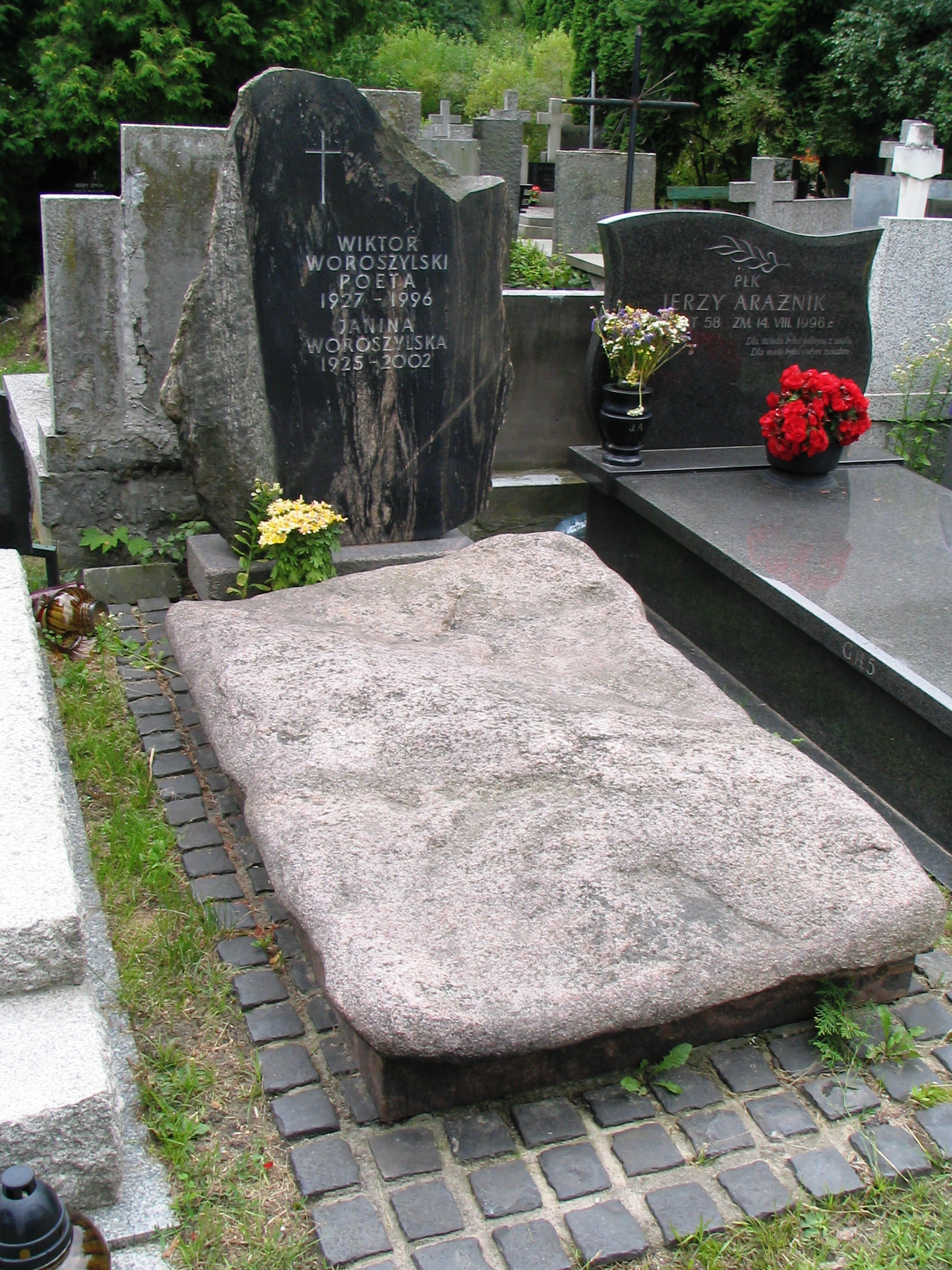
Síremléke

A varsói Powązki katonai temetőben (Cmentarz Wojskowy na Powązkach) van eltemetve.

## Művei

### Próza
- 1958 Okrutna gwiazda – (A kegyetlen sztár)
- 1960 I ty zostaniesz Indianinem And You Will Become An Indian (játékfilm a regény alapján)
- 1962 Cyryl, gdzie jesteś? – (Cyril, hol vagy?)
- 1965 Podmuch malowanego wiatru – (Egy festett széllökés)
- 1973 Mniejszy szuka Dużego – (a regény alapján játékfilm készült)
- 1983 Don Kichot – (Don Quijote)
- 1983 Kto zabił Puszkina? – (Ki ölte meg Puskint?)

### Költészet
- 1949 Czuwającym w noc noworoczną
- 1949 Śmierci nie ma
- 1955 Z rozmów
- 1960 Wanderjahre
- 1962 Twój powszedni morderca
- 1964 Niezgoda na ukłon
- 1969 Przygoda w Babilonie
- 1970 Zagłada gatunków
- 1974 Wybór wierszy
- 1982 Jesteś i inne wiersze
- 1983 Lustro
- 1983 Dziennik internowania

### Más
- Moi Moskale (orosz költők versválogatásának fordítása)
- Sny pod śniegiem. Opowieść o życiu Sałtykowa-Szczedrina (Álmok a hó alatt; életrajzi történet Szaltikov-Scsedrin[3] életéről)
- Życie Majakowskiego (Majakovszkij élete – életrajz)
- Marsz Sportowy (Sportmenet – a dalok forrása: Izaaka Dunajewskiego)
- Pozwólcie nam się cieszyć (Legyünk boldogok – az újságírás választása)
- Dziennik węgierski 1956 (Magyarországi napló) ISBN 83-85124-08-X
- Życie Sergiusza Jesienina (Elwira Watała(wd), Wiktor Woroszylski), 1973

### Magyarul
- Bilincstánc. Regény – Szépirodalmi, Budapest, 1952 · Fordította: Baternay Béla
- Majakovszkij és a mozi – Magvető, Budapest, 1971 · in: Írók a moziban – antológia; Szerkesztette: Kenedi János
- Álmok a hó alatt – Európa, Budapest, 1975 (Modern könyvtár) · ISBN 9630706741 · Fordította, utószó: Kerényi Grácia
- Negyven tarka tengelice – (Danyiil Harmsz · Szamuil Marsak · Wiktor Woroszylski) – Krajowa Agencja Wydawnicza(wd) / Móra, Warszawa / Budapest, 1976 · Fordította: Kerényi Grácia · Illusztrálta: Bohdan Butenko(wd) [4]
- Kicsi keresi a nagyot. Regény – Móra, Budapest, 1977 · ISBN 963-11-0690-X · Fordította: Kerényi Grácia · Illusztrálta: Szecskó Tamás
- Magyarországi napló; szerk., előszó Krassó György, ford. Kerényi Grácia; Magyar Október, Budapest, 1984 (szamizdat)
- Magyarországi napló, 1956 – Századvég Archiválva 2022. január 7-i dátummal a Wayback Machine-ben, Budapest, 1994 · ISBN 963838428X · Fordította: Kerényi Grácia, D. Molnár István · Utószó: D. Molnár István
- A határ átlépése. Versek és írások – Irodalmi Jelen Könyvek, Arad, 2013 · ISBN 9789737653567 · Fordította: Gömöri György, Kerényi Grácia
- Új pánmongolizmus? – e'klassik, Budapest, 2016 · ISBN 9786155381225 · Fordította: Pálfalvi Lajos

## Fordítás
- Ez a szócikk részben vagy egészben  a   Wiktor_Woroszylski című lengyel Wikipédia-szócikk fordításán alapul.  Az eredeti cikk szerkesztőit annak laptörténete sorolja fel. Ez a jelzés csupán a megfogalmazás eredetét és a szerzői jogokat jelzi, nem szolgál a cikkben szereplő információk forrásmegjelöléseként.